# Godswin Comhaer
Godswin (Goswin)  Comhaer (Comhair, Comhar, Cumhaer),  (ur. 1370–80, zm. 20 (19) lipca 1447) – kartuz, biskup skalholcki 1433-1447, rzekomy biskup pomocniczy włocławski 1437, sufragan utrechtcki 1446 - 1447.
Uważany za Flamanda z Geldrii. Urodzony między 1370 a 1380 jako jedyny syn Gerarda i Berty Comhair'a, w zamożnej rodzinie trudniącej się mincerstwem i złotnictwem.
Przed 1398 wstąpił w Windeshem (koło Zwolle) do Braci Wspólnego Życia, następnie przeniósł się  do Eemstein koło Geertruidenbergu. Około 1400 wstąpił do kartuzów w klasztorze Zelem koło Diestu.
W 1408 był przeorem kartuzji w Zelem i urząd ten pełnił do 1415, po czy rezygnował z urzędu. W 1414 przebywał na soborze w Konstancji. Po rezygnacji wstąpił do La Grande Chartreuse (Wielka Kartuzja) we Francji, wybrany został prokuratorem, a przez kapitułę generalną definitorem. Odziedziczony po rodzicach majątek podzielił między Wielką Kartuzję i klasztor w Zelem. Został wysłany przez kapitułę generalną do Danii w celu założenia tam klasztoru kartuskiego, po przybyciu na miejsce został spowiednikiem i bliskim współpracownikiem króla Eryka Pomorskiego. Jako poseł króla przebywał w Gdańsku. W 1432 Eryk Pomorski skierował pismo do papieża z prośbą o mianowania Godswina biskupem Bergen, ale nie zostało to zrealizowane. W roku następnym został biskupem diecezji Skálholt na Islandii, w metropolii lundzkiej.
W maju 1437 jest poświadczona jego obecność w Gdańsku jako biskupa  skalholckiego. Przebywał tutaj co najmniej kilka tygodni, dokonał poświęcenia kościoła św. Jakuba i nadał stosowny odpust. Na wyświęcenie kościoła uzyskał jednorazową zgodę od archidiakona i oficjała pomorskiego Marcina. Nie ma podstaw by zaliczyć go do grona sufraganów włocławskich. Działalność tę należy traktować  jako okazjonalną pomoc udzieloną przez Godswina z powodu braku stałego biskupa pomocniczego. Biskup zapewne gościł w Kartuzji pod Gdańskiem, a już w sierpniu 1437 przebywał w swojej diecezji. Dokument z lat 1437-1444 poświadczają jego obecność na Islandii, w 1445 przebywał w Anglii, a rok później podróżował po Flandrii, pełnił funkcję sufragana utrechckiego. Zamieszkał w kartuzji w Zelem, gdzie zmarł i został pochowany.